# Diplazium crenulans
Diplazium crenulans là một loài dương xỉ trong họ Athyriaceae. Loài này được Fee, Bak. mô tả khoa học đầu tiên năm 1867.
Danh pháp khoa học của loài này chưa được làm sáng tỏ. 